# Coccophagus perhispidus
Coccophagus perhispidus är en stekelart som beskrevs av Girault 1926. Coccophagus perhispidus ingår i släktet Coccophagus och familjen växtlussteklar. Inga underarter finns listade i Catalogue of Life.